# Aelurillus muganicus
Aelurillus muganicus là một loài nhện trong họ Salticidae.
Loài này thuộc chi Aelurillus. Aelurillus muganicus được Peter Mikhailovitch Dunin miêu tả năm 1984.